# هونوکا و آزیتا
هونوکا و آزیتا یک گروه موسیقی یوکللی در هاوایی، ایالات متحده هستند که بخاطر انگشتان سریع، ترتیبات منحصر به فرد و موزیک‌های ارجینال خود محبوب هستند. هونوکا کاتایاما (متولد ۱۹۹۸) و آزیتا گنجالی (متولد ۲۰۰۰) شاگردان جودی کامیساتو (در حال حاضر مدیر آنها) بودند، و در استودیو Ukulele Hale در هونولولو با هم آشنا شدند. در سال ۲۰۱۳، آنها با هم وارد مسابقه محلی بین‌المللی یوکللی شدند. آنها مقام اول را در بخش خود کسب کردند و به عنوان MVP (با ارزش‌ترین بازیکن) مسابقه انتخاب شدند. پس از مسابقه، آنها برای افتتاحیه جشنواره موسیقی محبوب در اوکیناوا، ژاپن دعوت شدند و به‌طور منظم در کافه هارد راک در هونولولو اجرا می‌کردند.
در سپتامبر ۲۰۱۷ آنها در هشتمین جشنواره برنج در هونولولو اجرا کردند.
در جشنواره بین‌المللی یوکلله لس آنجلس ۲۰۱۷، هونوکا و آزیتا مربیان کارگاه ویولنیست‌های مبتدی بودند.
صفحه فیس بوک خطوط هوایی هاوایی هونوکا و آزیتا را در حال اجرای اولین آهنگ خود «آتش جزیره» نشان داد و آنها را یکی از محبوب‌ترین گروه‌های هاوایی نامید.
در پنجم دسامبر ۲۰۱۷، آنها در ایستگاه تلویزیونی KITV در اخبار جزیره ظاهر شدند و مسابقه یوکللی را که در فوریه ۲۰۱۸ برگزار می‌شد، تبلیغ کردند.
در چهار ژانویه ۲۰۱۹، آنها ویدیویی را منتشر کردند که در آن اعلام کرد آزیتا حرفه پزشکی را دنبال خواهد کرد و هونوکا به عنوان یک هنرمند انفرادی ادامه خواهد داد.

## دیسکوگرافی
- ۲۰۱۵: جزیره سبک Ukulele - مجموعه ۲ سی دی، برنده جایزه سال 2015 Na Hoku Hanohano Awards[۸]
- ۲۰۱۶: اولین آلبوم EP - 2 موسیقی کلاسیک راک موج سواری به اضافه ۲ آهنگ اصلی[۹]
- 2017: Na Mele Ukulele CD - جلد آلبوم Do The Hula در آلبوم تلفیقی Na Mele Ukulele[۱۰]